# Carpe Jugulum. Хватай за горло
«Carpe Jugulum. Хвата́й за го́рло» (лат. Carpe Jugulum) — юмористическое фэнтези известного английского писателя Терри Пратчетта, написано в 1998 году.
Двадцать третья книга из цикла «Плоский мир», шестая книга подцикла о ведьмах.

## Аннотация
Они — вампиры, и это многое объясняет. Да, они спят в гробах, да, они питаются кровью, однако… все не так просто. Долой заскорузлые предания и предрассудки! Новый мир — новые повадки! Закаляйся святой водой! Религиозные символы — всего лишь картинки и предметы нательного украшения! Чеснок? Обычная приправа! Смело гляди в глаза наступающему дню! Они — новые вампиры. Они будут жить по-новому. И вы тоже будете жить по-новому. Вас заставят не бояться. Вас заставят снять с окон решётки. Вам будет хорошо. Люди и вампиры — братья навек.
А тех, кто не согласен, — «Карпе Югулум»!

## Главные герои
- Веренс II
- Матушка Ветровоск
- Нянюшка Ягг
- Маграт Чесногк
- Агнесса Нитт
- Грибо
- Овес